# Gypsy (Lied)
Gypsy (englisch für ‚Zigeuner‘) ist ein Lied der US-amerikanischen Popsängerin Lady Gaga. Das Lied stammt aus ihrem dritten Studioalbum Artpop, welches 2013 veröffentlicht wurde. Es wurde von Lady Gaga, RedOne, Hugo Leclerq und DJ White Shadow geschrieben. Gypsy wurde auf der Tour ArtRave: The Artpop Ball im Jahr 2014 als Zugabe gespielt.

## Komposition
Gypsy ist ein Europop- und Elektropop-Lied mit Rock- und House-Einflüssen. Der Rolling Stone beschrieb den Song als eine „80er-Jahre-Hymne“.
Nach dem Notenblatt, das bei Musicnotes.com vom House of Gaga publiziert wurde, ist das Lied fast die ganze Zeit in C-Dur. Der Song hat ein Tempo von 134 Beats pro Minute (bpm). Lady Gagas Stimme hat eine Spannweite von G3 zu D5.

## Promotion
Im Oktober 2013 sang Lady Gaga den Song an einem Klavier bei einer „Hörparty“ ihres neuen Albums in Berlin. Sie trug dabei einen falschen Schnurrbart. Sie sagte über den Song, dass sie ihn geschrieben habe, als sie um die Welt gereist sei. Weiterhin sagt sie, dass viele meinen, dass Zigeuner kein Zuhause haben, jedoch meint sie, dass sie eines habe, nämlich bei ihren Fans. Malene Arpe vom Toronto Star sagte über ihre Darbietung, dass diese Gänsehaut bei vielen ausgelöst habe und man dadurch schnell den falschen Schnurrbart in der Mitte ihres Gesichts vergessen habe. Außerdem spielte Lady Gaga den Song bei ihrem Konzert ArtRave im November 2013 und auf der gleichnamigen Tour 2014.
Der Song wurde zudem auch bei Saturday Night Live gespielt und bei Lady Gagas zweiten Thanksgiving-TV-Special Lady Gaga and the Muppets’ Holiday Spectacular, das auf dem Sender ABC ausgestrahlt wurde.
In einem Interview beim SXSW im März 2014 sagte sie, dass das Lied eigentlich ein Video verdiene.

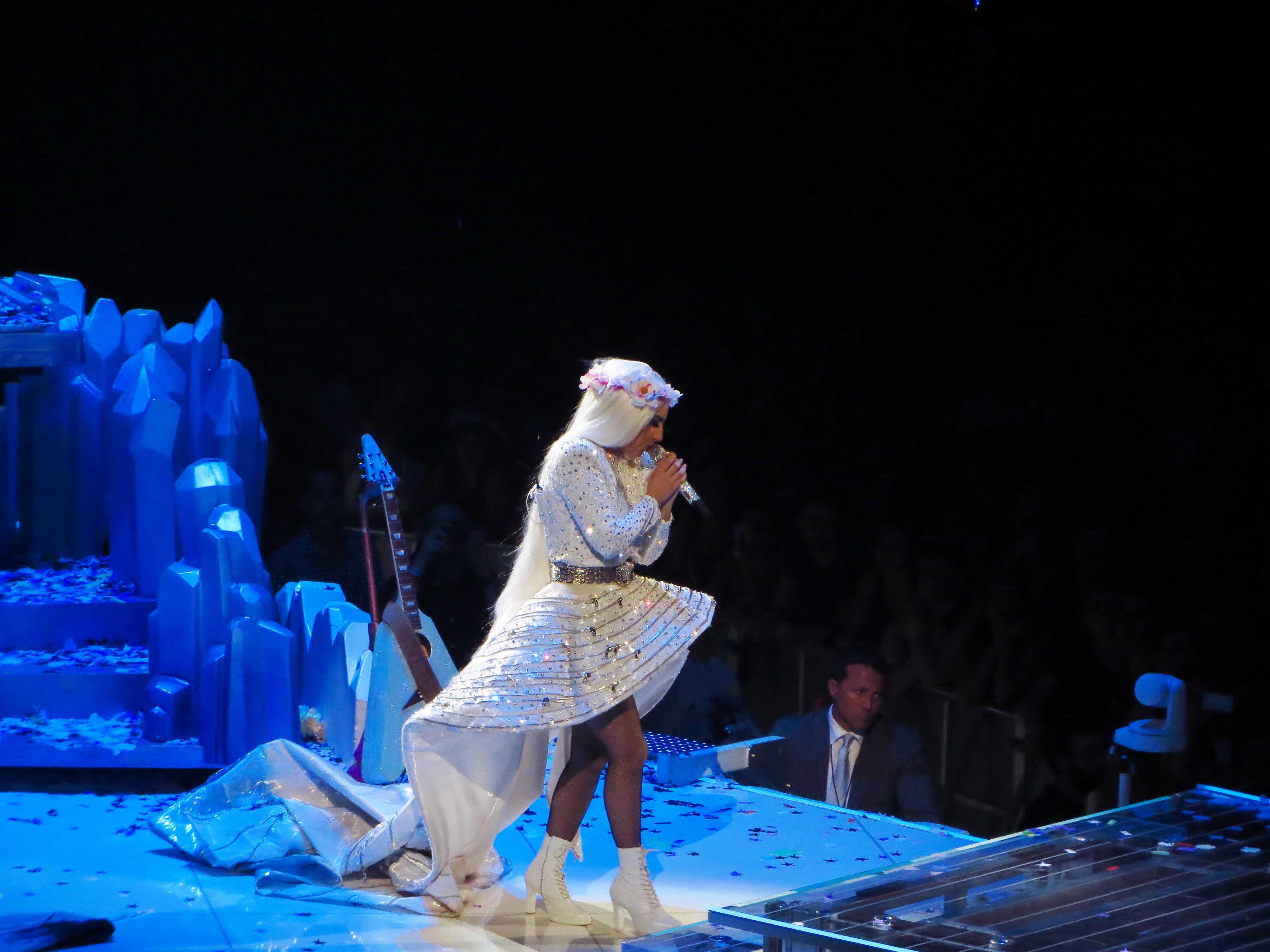
Lady Gaga singt Gypsy während ihrer Tour ArtRave: The ARTPOP Ball.

## Rezeption
Gypsy bekam meist gute Kritik. Adam Markovitz von Entertainment Weekly beschrieb den Song als einen der besten Songs auf dem Album, in dem er es „genießbar“ nannte. Matt Rusoniello von Celebuzz nannte Gypsy das neue The Edge of Glory, da er Ähnlichkeiten mit dem Song aus ihrem vorherigen Album von 2011 bemerkte. Er meinte auch, dass der Song später einmal als Single veröffentlicht werden könnte. Caryn Ganz vom Rolling Stone pries den Songtext und beschrieb ihn als eine „80er-Jahre-Hymne“. Chris Bosman von der Zeitschrift Time meint, dass Gypsy der „epische Schluss des Albums“ sei, zusammen mit dem vorherigen Track Dope. Jedoch kritisierte er, dass das Lied eigentlich nicht einzigartig genug sei.

## Chartplatzierungen
Der Song konnte sich weltweit nicht in den Charts platzieren; er landete lediglich auf Platz 35 in den Südkoreanischen Charts und auf Platz 26 bei den US Pop Digital Songs des Billboard-Magazins in den USA. In Südkorea wurde der Song 3.549 mal heruntergeladen.